# 프레드 세이버트
프레드릭 "프레드" 사이버트(영어: Frederick "Fred" Seibert, 1951년 9월 15일~)는 미국의 텔레비전 및 영화 제작자이다. 애니메이션 제작소인 프레드레이터 스튜디오를 운영하고 있다.